# FK Kauno Žalgiris
Pour les articles homonymes, voir Žalgiris Kaunas (basket-ball) et Žalgiris Kaunas (handball).
Maillots
Actualités
Le FK Kauno Žalgiris est un club lituanien de football basé à Kaunas.
Le club évolue en première division pendant trois saisons, entre 2015 et 2017. Il se classe cinquième du championnat en 2015.

## Historique
- 2004 : fondation du club sous le nom de Spyris Kaunas.
- 2016 : le club est renommé FK Kauno Žalgiris.

## Bilan sportif

### Palmarès
- Championnat de Lituanie
  - Vice-champion : 2022
- Supercoupe de Lituanie
  - Finaliste : 2023

### Bilan par saison
| Saison | Championnat | Championnat | Championnat | Championnat | Championnat | Championnat | Championnat | Championnat | Championnat | Championnat | Coupe de Lituanie   |
| Saison | Division    | Pos         | Pts         | J           | V           | N           | D           | BP          | BC          | Diff        | Coupe de Lituanie   |
| ------ | ----------- | ----------- | ----------- | ----------- | ----------- | ----------- | ----------- | ----------- | ----------- | ----------- | ------------------- |
| 2005   | 3e Sud      | 6e          | 42          | 26          | 13          | 3           | 10          | 44          | 43          | +1          | —                   |
| 2006   | 3e Sud      | 4e          | 31          | 18          | 10          | 4           | 4           | 35          | 26          | +9          | —                   |
| 2007   | 3e Sud      | 11e         | 25          | 26          | 6           | 7           | 13          | 40          | 43          | -3          | —                   |
| 2008   | 3e Sud      | 7e          | 27          | 22          | 7           | 6           | 9           | 29          | 33          | -4          | —                   |
| 2009   | 3e Sud      | 5e          | 31          | 20          | 9           | 4           | 7           | 39          | 25          | +14         | —                   |
| 2010   | 3e Sud      | 2e          | 37          | 16          | 12          | 1           | 3           | 59          | 17          | +42         | —                   |
| 2011   | 3e Sud      | 10e         | 3           | 17          | 1           | 0           | 16          | 22          | 75          | -53         | —                   |
| 2012   | 3e Sud      | 5e          | 36          | 22          | 11          | 3           | 8           | 60          | 36          | +24         | —                   |
| 2013   | 2e          | 5e          | 40          | 27          | 12          | 4           | 11          | 55          | 49          | +6          | Huitièmes de finale |
| 2014   | 2e          | 4e          | 56          | 31          | 19          | 7           | 5           | 73          | 29          | +44         | Seizièmes de finale |
| 2015   | 1re         | 5e          | 45          | 36          | 13          | 6           | 17          | 47          | 74          | -27         | Demi-finales        |
| 2016   | 1re         | 8e          | 15          | 28          | 2           | 9           | 17          | 23          | 55          | -32         | Quarts de finale    |
| 2016   | 1re         | 8e          | 15          | 28          | 2           | 9           | 17          | 23          | 55          | -32         | Seizièmes de finale |
| 2017   | 1re         | 8e          | 15          | 28          | 3           | 6           | 19          | 19          | 56          | -37         | Seizièmes de finale |
| 2018   | 1re         | 5e          | 39          | 33          | 11          | 6           | 16          | 29          | 41          | -12         | Demi-finales        |
| 2019   | 1re         | 4e          | 53          | 33          | 16          | 5           | 12          | 54          | 45          | +9          | Quarts de finale    |
| 2020   | 1re         | 3e          | 38          | 20          | 12          | 2           | 6           | 30          | 18          | +12         | Quarts de finale    |
| 2021   | 1re         | 3e          | 63          | 36          | 18          | 9           | 9           | 55          | 39          | +16         | Huitièmes de finale |
| 2022   | 1re         | 2e          | 63          | 36          | 18          | 9           | 9           | 55          | 37          | +18         | Demi-finales        |
| 2023   | 1re         | 4e          |             |             |             |             |             |             |             |             |                     |
| 2024   | 1re         | 3e          |             |             |             |             |             |             |             |             |                     |

Légende
- Vainqueur de la compétition.
- Vice-champion ou finaliste de la compétition.
- Troisième de la compétition.
- Promotion en division supérieure.
- Relégué en division inférieure.

### Bilan européen
Note : dans les résultats ci-dessous, le score du club est toujours donné en premier
| Saison    | Compétition             | Tour             | Club             | Domicile | Extérieur | Total  |
| --------- | ----------------------- | ---------------- | ---------------- | -------- | --------- | ------ |
| 2019-2020 | Ligue Europa            | Premier tour Q   | Apollon Limassol | 0 - 2    | 0 - 4     | 0 - 6  |
| 2020-2021 | Ligue Europa            | Premier tour Q   | FK Bodø/Glimt    | N/A      | 1 - 6     | 1 - 6  |
| 2021-2022 | Ligue Europa Conférence | Premier tour Q   | Europa FC        | 2 - 0    | 0 - 0     | 2 - 0  |
| 2021-2022 | Ligue Europa Conférence | Deuxième tour Q  | The New Saints   | 0 - 5    | 1 - 5     | 1 - 10 |
| 2022-2023 | Ligue Europa Conférence | Premier tour Q   | MFK Ružomberok   | 0 - 0    | 0 - 2     | 0 - 2  |
| 2023-2024 | Ligue Europa Conférence | Deuxième tour Q  | Lech Poznań      | 1 - 2    | 1 - 3     | 2 - 5  |
| 2025-2026 | Ligue Conférence        | Premier tour Q   | Pen-y-Bont FC    | 3 - 0    | 1 - 1     | 4 - 1  |
| 2025-2026 | Ligue Conférence        | Deuxième tour Q  | Valur Reykjavik  | 1 - 1    | 2 - 1     | 3 - 2  |
| 2025-2026 | Ligue Conférence        | Troisième tour Q | Arda Kardjali    | 0 - 1    | 0 - 2     | 0 - 3  |

Légende
- Victoire ou qualification pour le tour suivant
- Match nul
- Défaite ou élimination de la compétition

## Identité visuelle

### Maillots
- 2017 : Joma
- 2018 : Hummel

| 2004-2014 (Domicile) | Depuis 2015 (Domicile) | Depuis 2015 (Extérieur) | Depuis 2019 (Domicile) | Depuis 2015 (Extérieur) | Depuis 2019 (gardiens) |

### Couleurs
| SPYRIS | SPYRIS |

| Kauno Žalgiris | Kauno Žalgiris |

## Effectif professionnel actuel
2025
| 22 | Drapeau de la Lituanie | G | Deividas Mikelionis     |  |  |  |  |  |
| 31 | Drapeau de la Lituanie | G | Dovydas Vilkas          |  |  |  |  |  |
|    |                        |   |                         |  |  |  |  |  |
|    | Drapeau du Nigeria     | D |                         |  |  |  |  |  |
|    | Drapeau de la France   | D |                         |  |  |  |  |  |
|    |                        |   |                         |  |  |  |  |  |
| 10 | Drapeau de la Lituanie | M | Gratas Sirgėdas         |  |  |  |  |  |
|    | Drapeau de la Lituanie | M |                         |  |  |  |  |  |
|    | Drapeau de l'Espagne   | M |                         |  |  |  |  |  |
|    | Drapeau de la Lituanie | M | Ernestas Burdziliauskas |  |  |  |  |  |
|    | Drapeau de la Belgique | M | Damjan Pavlović ✔️      |  |  |  |  |  |
|    |                        |   |                         |  |  |  |  |  |
|    | Drapeau de la Lituanie | A |                         |  |  |  |  |  |
|    | Drapeau de la Lituanie | A | Romualdas Jansonas ✔️   |  |  |  |  |  |
|    |                        |   |                         |  |  |  |  |  |

## Joueurs célèbres
- Andrius Velička[1] 
 (2015–2016)
- Ignas Dedura[2] 
 (2015–2018)
- Arūnas Klimavičius[3] 
 (2018—2019)
- Gratas Sirgėdas[4] 
 (2017—2018; depuis 2020)
- Linas Pilibaitis[5] 
 (2018—...)
- Rudinilson Silva 
 (2019-2021)
- Steven Thicot[6] 
 (2020–2021)

## Entraineurs
- Saulius Širmelis (2024)[7]
- Eivinas Černiauskas[8], 2024–